# Jakob von Rammingen
Jakob von Rammingen (Stoccarda, 1510 – 1582) è stato uno storico e archivista tedesco, considerato il padre dell'archivistica in quanto autore dell'opera Von der Registratur.

## Biografia
Citato nell'aggiunta della Cronaca di Zimmern, Jakob von Rammingen nacque nel 1510 dal Jakob Ramminger, impiegato amministrativo a Stoccarda e considerato il fondatore dell'Archivio di Stato di Stoccarda. Il figlio continuò l'attività paterna servendo Carlo V e il fratello Ferdinando I, finché nel 1570 giunse alla corte dell'elettore palatino Federico III a Heidelberg dove, per tenere in ordine i registri contabili del principe tedesco, stese il Von der registratur (Sulla registrazione), in due manuali, indicando le modalità di ordinamento e anche quella di conservazione, stabilendo in tal modo una pietra miliare dell'archivistica tedesca e, al contempo, il radicamento del concetto di archivio come arsenale del potere. Perché la sua lezione non venisse persa, von Rammingen fondò anche una scuola perché il suo metodo continuasse a essere seguito.